# Swammerdamia albicapitella
Swammerdamia albicapitella is een vlinder uit de familie van de stippelmotten (Yponomeutidae). De wetenschappelijke naam van de soort werd in 1805 gepubliceerd door Scharfenberg.